# Sawas Saridzoglu
Sawas Saridzoglu (gr. Σάββας Σαριτζόγλου; ur. 19 lipca 1971 w Atenach) – grecki lekkoatleta specjalizujący się w rzucie młotem, olimpijczyk.
W roku 1989 zajął drugie miejsce na mistrzostwach Europy juniorów (67,68 m), w następnym roku zdobył srebrny medal na mistrzostwach świata (70,32 m), a w 1991 brąz na igrzyska śródziemnomorskich (70,06 m). W 1992 reprezentował swój kraj na igrzyskach w Barcelonie, gdzie w swojej konkurencji zajął 13. miejsce z wynikiem 74,16 m.

## Rekordy życiowe
- rzut młotem – 76,44 m (28 maja 1994, Ateny)[5]